# Załyżnia
Załyżnia (ukr. Залижня; hist. Laszki) – wieś na Ukrainie w rejonie czerwonogrodzkim obwodu lwowskiego.